# Mistrzostwa Świata w Piłce Nożnej 2026 (eliminacje strefy UEFA)/Grupa J
W Grupie J eliminacji do Mistrzostw Świata 2026 biorą udział następujące zespoły:
- Belgia
- Walia
- Macedonia Północna
- Kazachstan
- Liechtenstein

## Tabela
| Lp. | Drużyna            | M | Z | R | P | B+ | B– | +/– | Pkt | Kwalifikacja                    |     | Macedonia Północna | Walia  | Belgia | Kazachstan | Liechtenstein |
| --- | ------------------ | - | - | - | - | -- | -- | --- | --- | ------------------------------- | --- | ------------------ | ------ | ------ | ---------- | ------------- |
| 1   | Macedonia Północna | 4 | 2 | 2 | 0 | 6  | 2  | +4  | 8   | awans do Mistrzostw Świata 2026 |     |                    | 1–1    | 1–1    | 13 paź     | 7 wrz         |
| 2   | Walia              | 4 | 2 | 1 | 1 | 10 | 6  | +4  | 7   | baraż                           |     | 18 lis             |        | 13 paź | 3–1        | 3–0           |
| 3   | Belgia             | 2 | 1 | 1 | 0 | 5  | 4  | +1  | 4   |                                 |     | 10 paź             | 4–3    |        | 7 wrz      | 18 lis        |
| 4   | Kazachstan         | 3 | 1 | 0 | 2 | 3  | 4  | −1  | 3   |                                 | 0–1 | 4 wrz              | 15 lis |        | 10 paź     |               |
| 5   | Liechtenstein      | 3 | 0 | 0 | 3 | 0  | 8  | −8  | 0   |                                 | 0–3 | 15 lis             | 4 wrz  | 0–2    |            |               |

## Wyniki
| 22 marca 2025 | Liechtenstein | 0:3   | Macedonia Północna                       |                                                              |
| 15:00 CET     |               | (0:2) | 7' Trajkowski · 42' Musliu · 84' Miowski | Rheinpark Stadion, Vaduz Widzów: 4094 Sędzia: Mykoła Bałakin |

| 22 marca 2025 | Walia                               | 3:1   | Kazachstan          |                                                                     |
| 20:45 CET     | James 9' · Davies 47' · Matondo 90' | (1:1) | 32' (k.) Tagybergen | Cardiff City Stadium, Cardiff Widzów: 32 473 Sędzia: Donatas Rumšas |

| 25 marca 2025 | Liechtenstein | 0:2   | Kazachstan                    |                                                           |
| 20:45 CET     |               | (0:2) | 42' Samorodow · 45' Maroczkin | Rheinpark Stadion, Vaduz Widzów: 1123 Sędzia: John Beaton |

| 25 marca 2025 | Macedonia Północna | 1:1   | Walia        |                                                                               |
| 20:45 CET     | Miowski 90+1'      | (0:0) | 90+6' Brooks | Nacionałna Arena „Toše Proeski”, Skopje Widzów: 23 114 Sędzia: Jérôme Brisard |

| 6 czerwca 2025 | Macedonia Północna | 1:1   | Belgia        |                                                                               |
| 20:45 CET      | Alioski 86'        | (0:1) | 28' De Cuyper | Nacionałna Arena „Toše Proeski”, Skopje Widzów: 23 070 Sędzia: Chris Kavanagh |

| 6 czerwca 2025 | Walia                              | 3:0   | Liechtenstein |                                                                            |
| 20:45 CET      | Rodon 40' · Wilson 65' · Moore 68' | (1:0) |               | Cardiff City Stadium, Cardiff Widzów: 30 646 Sędzia: Anastasios Papapetrou |

| 9 czerwca 2025 | Kazachstan | 0:1   | Macedonia Północna |                                                         |
| 16:00 CET      |            | (0:1) | 33' Trajkowski     | Astana Arena, Astana Widzów: 27 694 Sędzia: Filip Glova |

| 9 czerwca 2025 | Belgia                                                    | 4:3   | Walia                                       |                                                                         |
| 20:45 CET      | Lukaku 15' (k) · Tielemans 19' · Doku 28' · De Bruyne 88' | (3:1) | 45+7' (k) Wilson · 52' Thomas · 70' Johnson | Stadion Króla Baudouina I, Bruksela Widzów: 33 653 Sędzia: Irfan Peljto |

| 4 września 2025 | Kazachstan |  | Walia |  |
| 16:00 CEST      |            |  |       |  |

| 4 września 2025 | Liechtenstein |  | Belgia |  |
| 20:45 CEST      |               |  |        |  |

| 7 września 2025 | Macedonia Północna |  | Liechtenstein |  |
| 18:00 CEST      |                    |  |               |  |

| 7 września 2025 | Belgia |  | Kazachstan |  |
| 20:45 CEST      |        |  |            |  |

| 10 października 2025 | Kazachstan |  | Liechtenstein |  |
| 16:00 CEST           |            |  |               |  |

| 10 października 2025 | Belgia |  | Macedonia Północna |  |
| 20:45 CEST           |        |  |                    |  |

| 13 października 2025 | Macedonia Północna |  | Kazachstan |  |
| 20:45 CEST           |                    |  |            |  |

| 13 października 2025 | Walia |  | Belgia |  |
| 20:45 CEST           |       |  |        |  |

| 15 listopada 2025 | Kazachstan |  | Belgia |  |
| 15:00 CET         |            |  |        |  |

| 15 listopada 2025 | Liechtenstein |  | Walia |  |
| 18:00 CET         |               |  |       |  |

| 18 listopada 2025 | Belgia |  | Liechtenstein |  |
| 20:45 CET         |        |  |               |  |

| 18 listopada 2025 | Walia |  | Macedonia Północna |  |
| 20:45 CET         |       |  |                    |  |

## Strzelcy

### 2 gole
- Bojan Miowski
- Aleksandar Trajkowski
- Harry Wilson

### 1 gol
- Kevin De Bruyne
- Maxim De Cuyper
- Jérémy Doku
- Romelu Lukaku
- Youri Tielemans
- Aleksandr Maroczkin
- Maksim Samorodow(inne języki)
- Aschat Tagybergen
- Ezgjan Alioski
- Wisar Musliu
- David Brooks
- Ben Davies
- Daniel James
- Brennan Johnson
- Rabbi Matondo
- Kieffer Moore
- Joe Rodon
- Sorba Thomas